# Hössna kyrka
Hössna kyrka är en kyrkobyggnad belägen strax utanför tätorten Hössna öster om Ulricehamn. Den tillhör Hössna församling i Skara stift.

## Historia
Kring kyrkan finns en bevarad miljö med en gammal folkskola, prästgård och herrgård. Av den gamla kyrkan, daterad till medeltiden, är sakristian bevarad och belägen på kyrkogården norr om nuvarande kyrka. Byggnaden används fortfarande till gudstjänster och smärre andakter.

## Kyrkobyggnaden
År 1839 byggdes den nya kyrkan i Hössna, sedan sockenstämman 1822 konstaterat att den gamla var både skadad och för liten. Ritningarna utfördes av arkitekt G. L. Westerling och modifierades av byggmästaren Lars Nilsson från Sandhults socken. Den är en typisk empirkyrka med absidformad sakristia och torn med lanternin.
År 1955 gjordes en omfattande renovering av den nya kyrkan. Bland annat målades interiören om, två fönster murades igen på insidan då de ansågs ”synnerligen störande i interiören och obehövliga”. Predikstolen, som härstammar från den gamla kyrkan, konserverades och kyrkan försågs med elektricitet. Altarringen och de slutna bänkarna är kvar från byggnadstiden, liksom merparten av inredningen. Kyrkorummet har kvar sin ursprungliga ljusa rymd. Även på 1990-talet utfördes målningsarbeten in- och utvändigt. 
En stor muralmålning utgör altartavla. Den föreställer Kristi förklaring och är utförd 1899 av Anders Gustaf Ljungström. 

## Inventarier

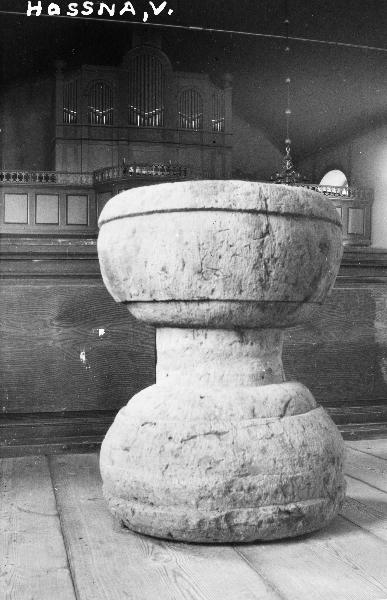
Dopfunten

- Dopfunt av sandsten tillverkad omkring år 1200, nu i en del, men tidigare troligen två, med höjden 86 cm. Två nästan identiska delar, halvklotformiga med två avtrappningar, har vänts åt var sitt håll och förbundits med ett cylindriskt skaft. Centralt uttömningshål. Funten är vittrad och sned.[1]
- Predikstol av mäster Jonas Ullberg från Velinga i barock utförd 1716 är prydd med bilder av Kristus och de fyra evangelisterna och kommer från den gamla kyrkan. Den återställdes 1955 till ursprungligt skick av konservator Thorbjörn Engblad.
- Två nattvardskalkar från 1400-talet, varav den ena är avsedd för sockenbud.

### Klockor
Kyrkan hade förr två medeltida klockor.
- Lillklockan blev omgjuten 1768. Den uppges ha haft en svårläslig inskrift.
- Storklockan, som är gjuten 1345 av mäster Håkan (Haqvinus), är en av Sveriges nitton runklockor. Den har mitt på kroppen fyra små likarmade kors, ett i varje väderstreck. De två skriftbanden är breda och inskriften på latin sträcker sig till en tredje rad. Den lyder i svensk översättning: Herrens år 1345, sjuttonde dagen före kalende augusti [=16 juli] då herr Olof var kyrkoherde och Gedstavus [Gösta] och Nikolaus voro kyrkvärdar, göt Haquinus denna klocka. Magnus var [då] Sveriges konung och herr Sigge biskop i Skara. Därunder finns tre med runor ristade ord: ave : maria : iessus[2]

### Orgel
Orgeln, som är placerad på läktaren i väster, är byggd 1859 av Svante Johansson i Liared. Den är fortfarande spelbar, men i behov av översyn. Den stumma fasaden är samtida med verket. Instrumentet har nio stämmor fördelade på manual och pedal. I koret står en digitalorgel som används som huvudinstrument.

## Bilder

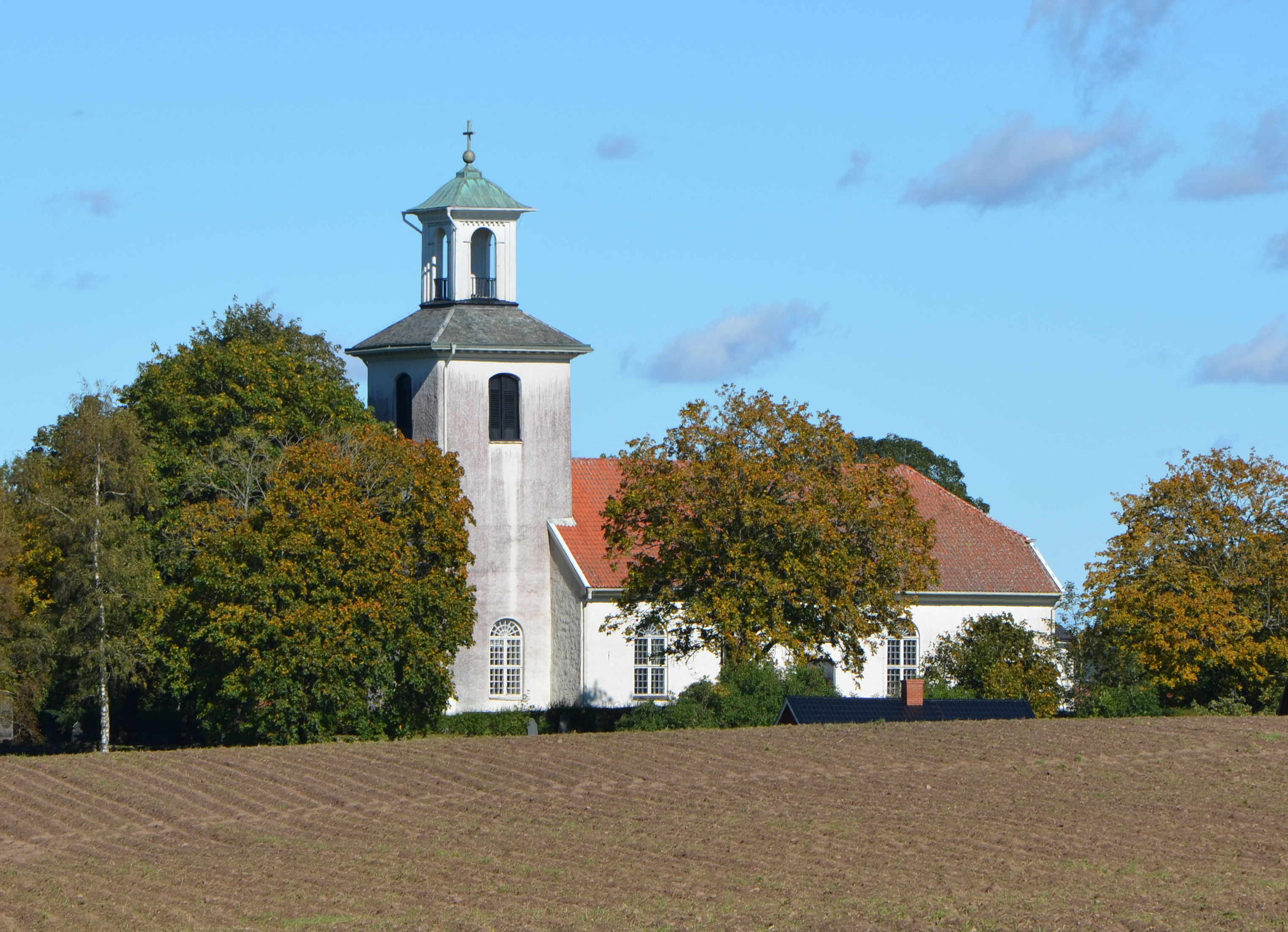
Exteriör från sydväst
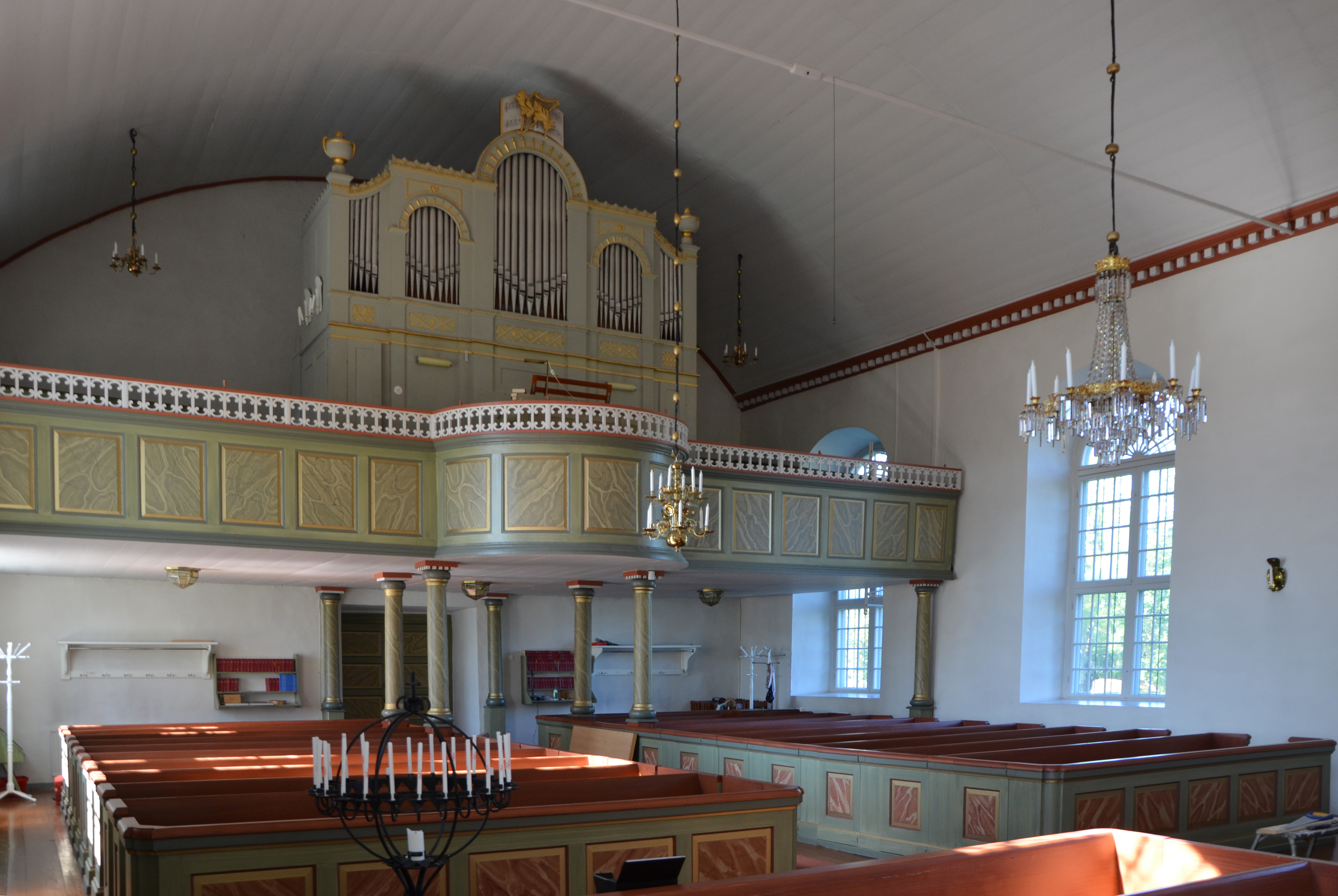
Orgelläktaren
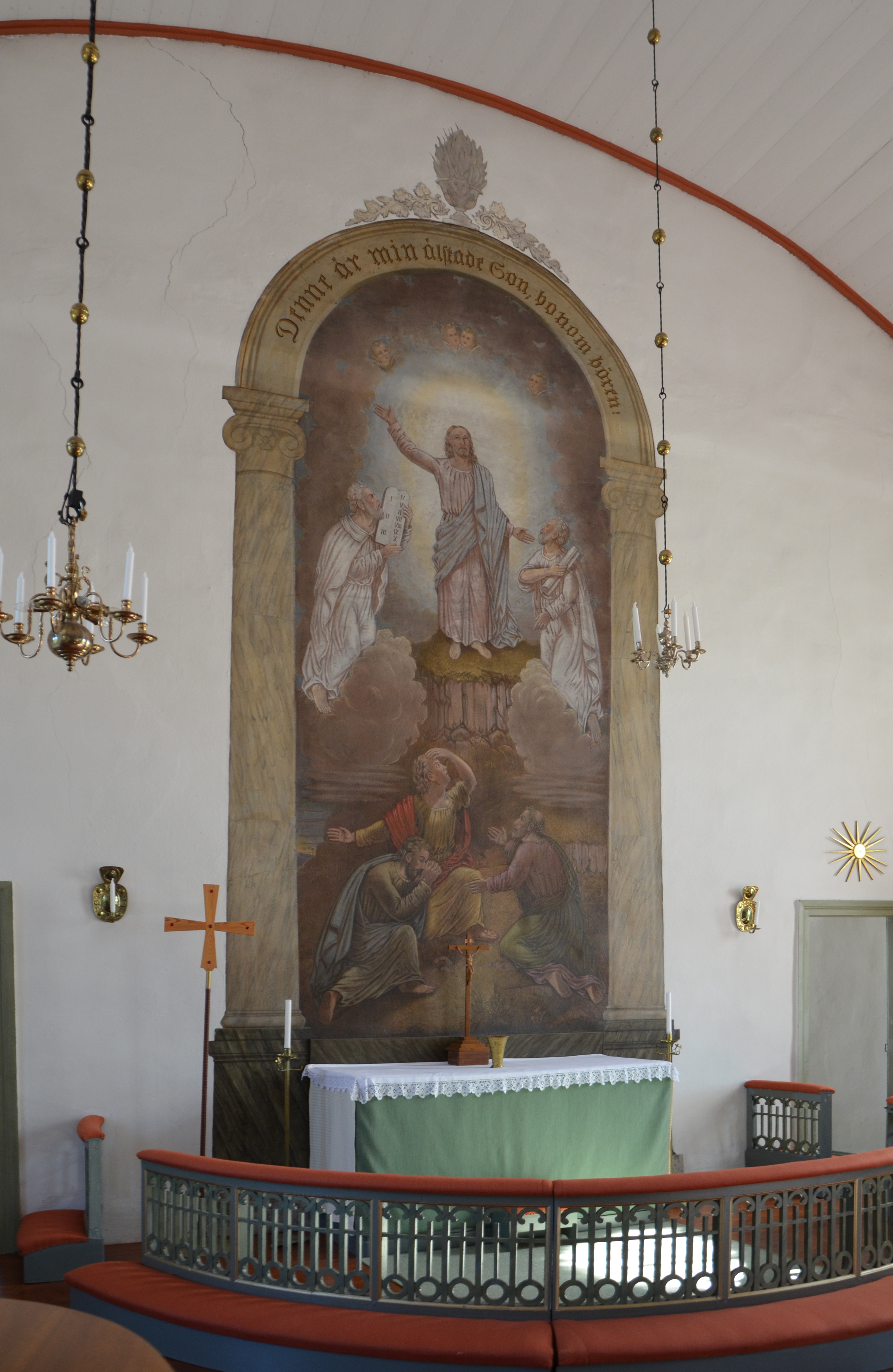
Altartavlan
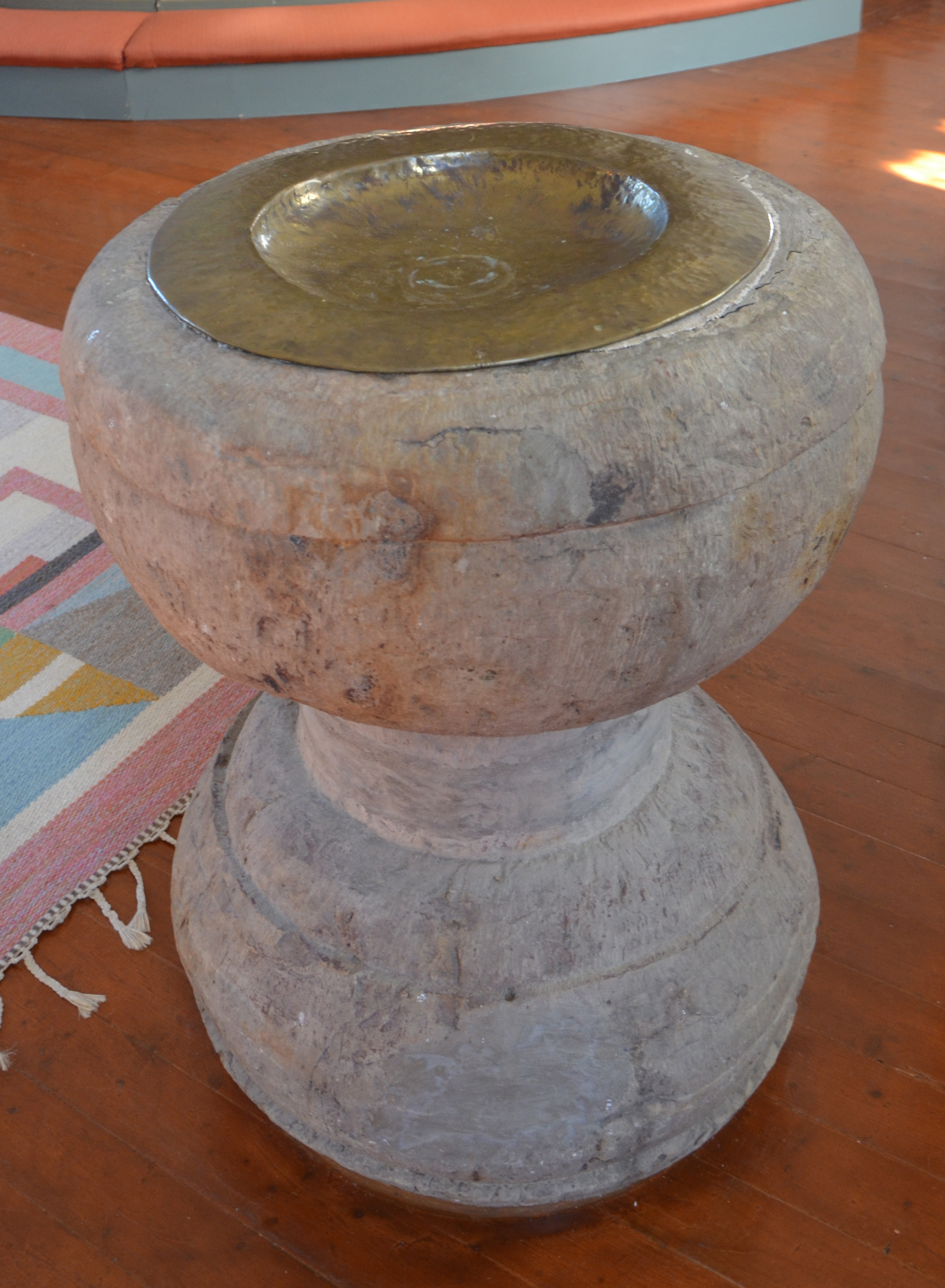
Dopfunten
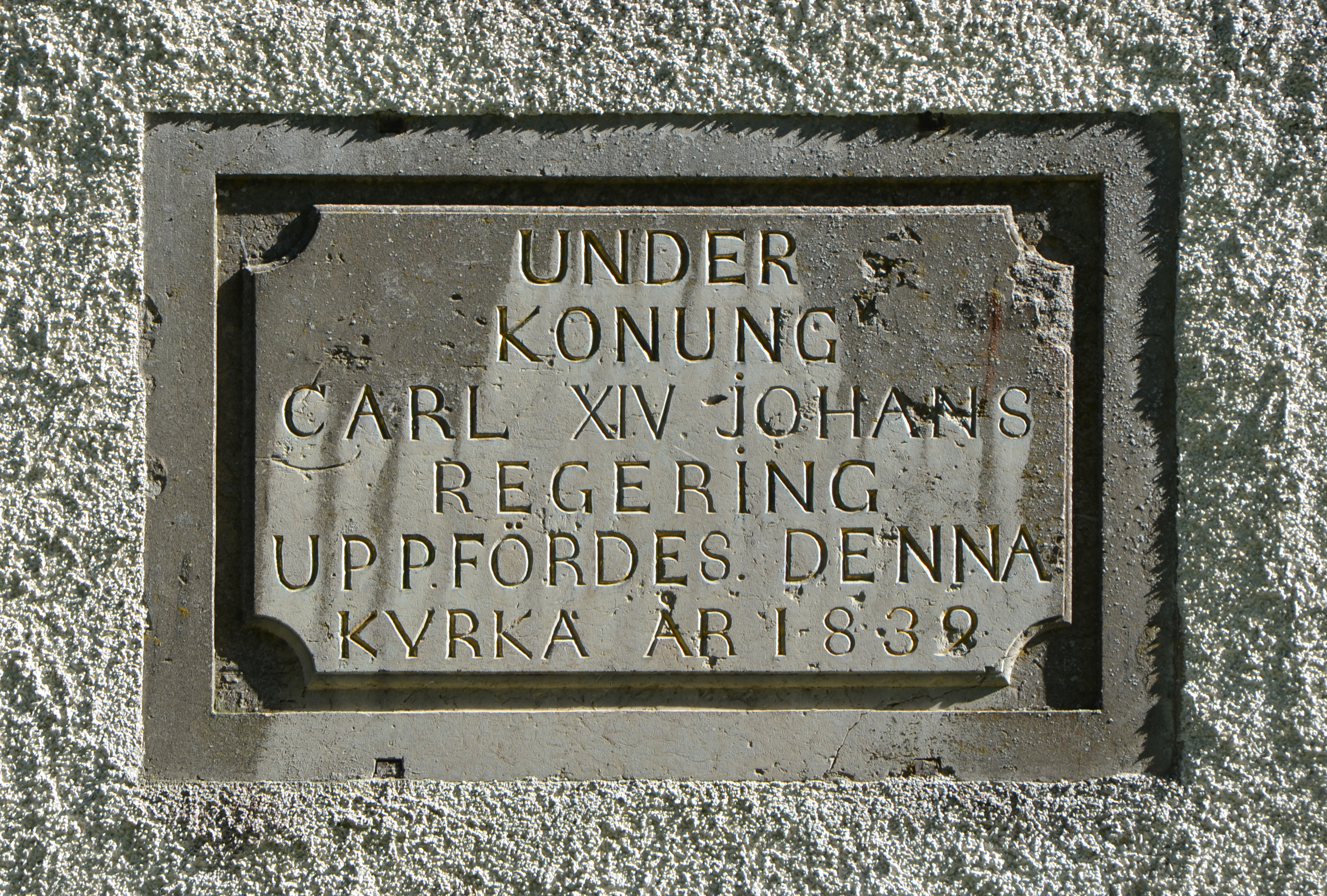
Minnestavla
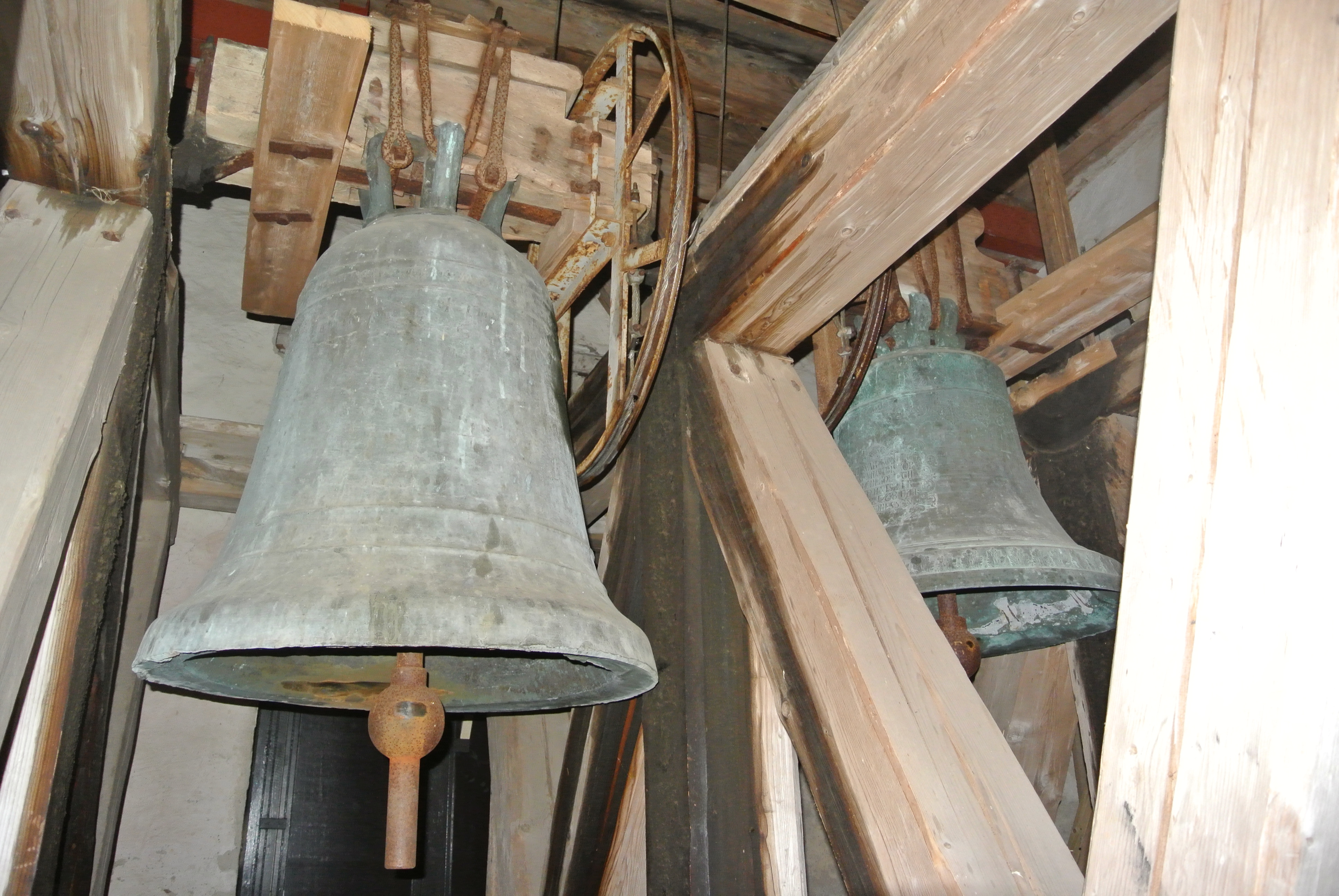
Klockorna. Storklockan från 1345 hänger till vänster